# Tehsil
Las palabras tehsil, tahsil, tahasil, taluka, y taluk se refieren a una unidad de gobierno en algunos países del subcontinente indio. La preferencia regional determina el término a ser usado, tehsil viene siendo preferido en Pakistán y en algunos estados indios como Uttar Pradesh, Uttaranchal, Himachal Pradesh, y Madhya Pradesh y taluka o taluk en otros estados como Maharashtra, Kerala, Tamil Nadu, y Karnataka.
Generalmente, un tehsil consiste en una ciudad o la ciudad que sirve como sede central, ciudades posiblemente adicionales, y un número de pueblos. Como una entidad de administración local, ejerce cierto poder fiscal y administrativo sobre los pueblos y municipios dentro de su jurisdicción. 
Es la agencia ejecutiva para registros de tierra y solución de asuntos administrativos. Se llama tehsildar a su funcionario principal o talukdar.

## India
Cada tehsil es la parte de un distrito más grande dentro del Territorio de la Unión o de un Estado. En algunos casos, el tehsils de un distrito dado es organizado en los más pequeños grupos de tehsils llamada Subdivisión (Pargana, Anuvibhag).
Los cuerpos gubernamentales llamados panchayat samiti funcionan a nivel de los tehsil.
Los pueblos de un tehsil son agrupados en pequeños grupos conocidos como hobli.

## Pakistán
Cada tehsil es parte de un distrito más grande (Zillah) dentro de una provincia.
- Datos: Q817477
- Multimedia: Tehsils / Q817477